# St. Mary’s Basilica (Halifax)

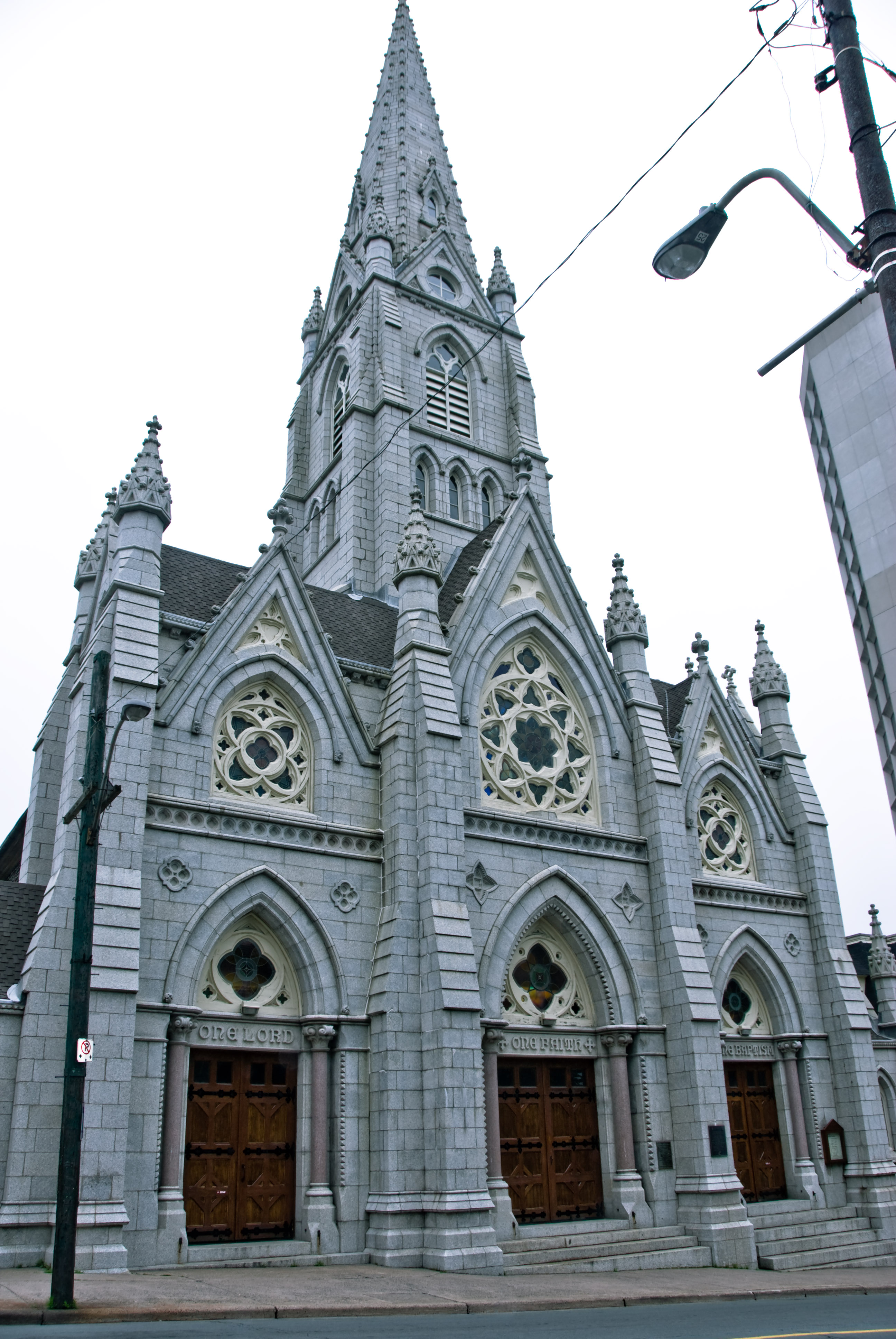
St. Mary’s Basilica

Die St. Mary’s Basilica im kanadischen Halifax ist eine katholische Kathedrale. Die der Diözese Halifax angehörende Kirche ist gleichzeitig ihr größter Sakralbau. Die Fassade und die Kirchturmspitze sind aus weißem Granit gefertigt.

## Bauwerk
Baubeginn der St. Mary’s Basilica war 1820. Die der St. Martin-in-the-Fields architektonisch nachempfundene Kathedrale wurde am 19. Oktober 1899 geweiht. Im Jahr 1950 wurde die Kirche von Papst Pius XII. in den Status einer Basilica minor erhoben. Zwischen 1991 und 1992 wurde für 1,8 Millionen Kanadische Dollar der Kirchturm restauriert und repariert. Mit 60,4 Meter ist der Kirchturm der höchste aus Granit bestehende in Nordamerika.
Die „Halifax Explosion“ von 1917 hinterließ auch in der Basilika ihre Spuren: Das Glas der zerstörten Fenster und der darauffolgende Schneesturm beschädigten die Fresken. 1950 wurden sie mit weißer Farbe übertüncht. Erst während der Restaurierungsarbeiten 2019 anlässlich des 200-jährigen Weihejubiläums wurden sie freigelegt und werden derzeit wiederhergestellt. Als Termin der Fertigstellung der Apsisrestaurierung wurde kurz vor Weihnachten 2019 geplant.

## Orgel

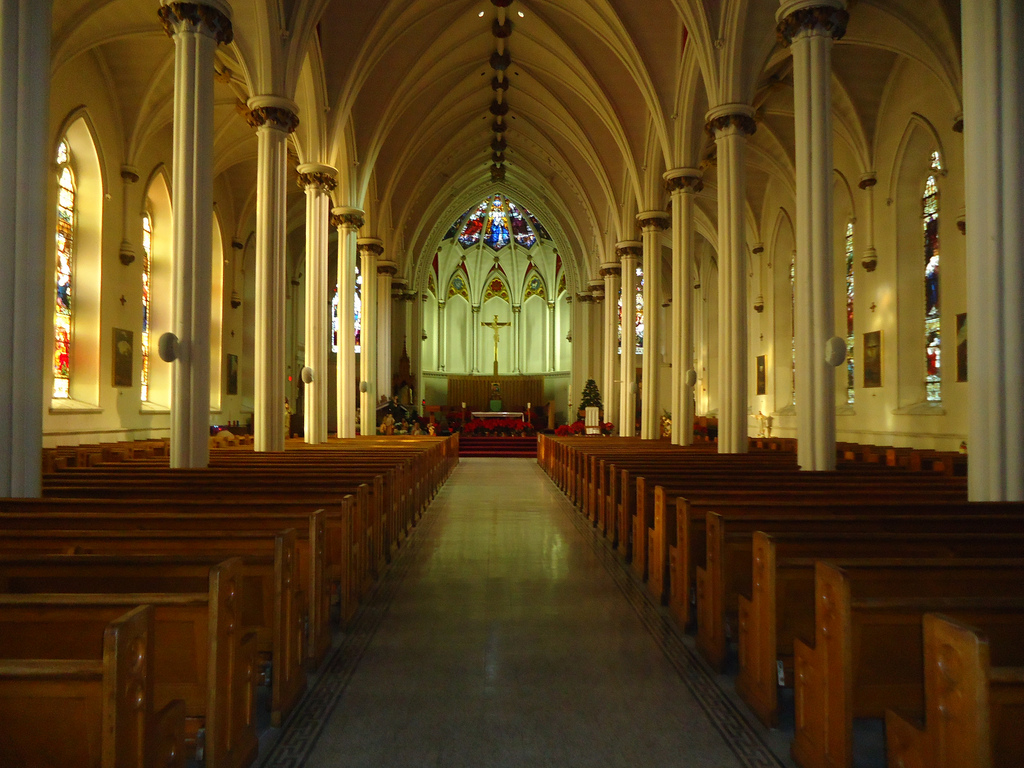
Blick auf den Chorraum vor der Wiederherstellung der Apsisfresken

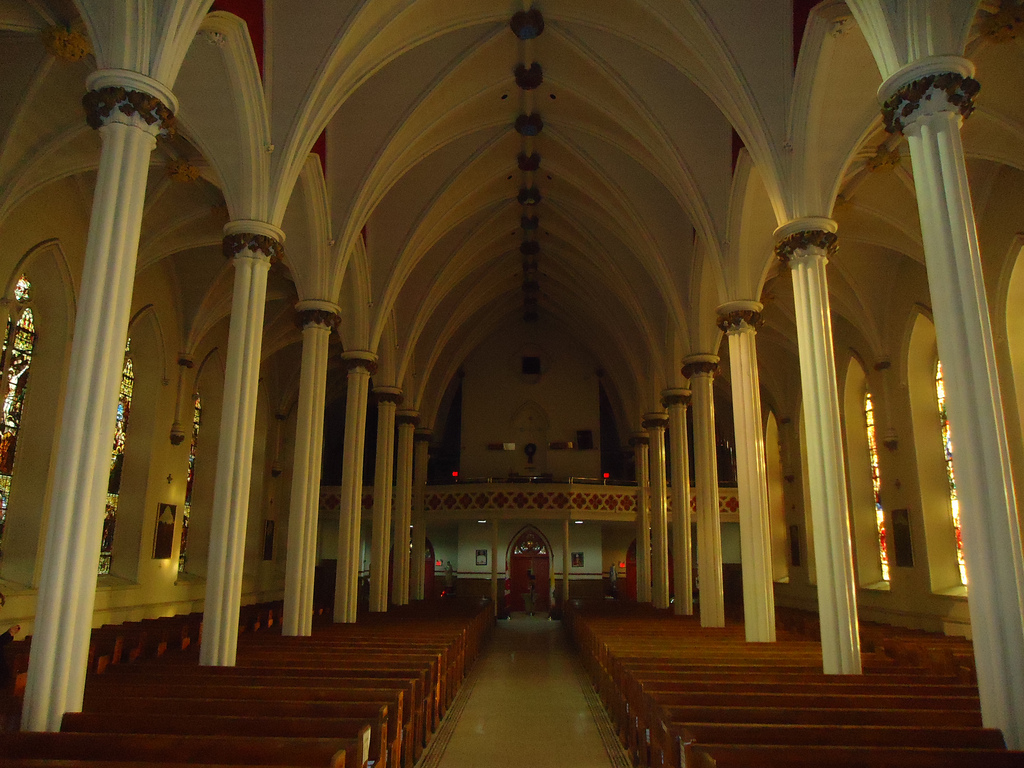
Blick durch den Kirchenraum

Die Orgel wurde 1960 von dem Orgelbauer Casavant erbaut. Das Instrument hat 46 Register (2856 Pfeifen) auf drei Manualen und Pedal. Die Spiel- und Registertrakturen sind elektro-pneumatisch.
| I Positif expressif C–c4 |        |
| Spitzviola               | 8′     |
| Chimney Flute            | 8′     |
| Dulciana                 | 8′     |
| Spitzflöte               | 8′     |
| Koppelflöte              | 4′     |
| Nasat                    | 2 ⁄3′  |
| Blockflöte               | 2′     |
| Terz                     | 1 3⁄5′ |
| Krummhorn                | 8′     |
| Rohrschalmei             | 4′     |
| Tremulant                |        |
| Harmonic Trumpet         | 8′     |

| II Great Organ C–c4      |       |
| Flûte conique            | 16′   |
| Diapason                 | 8′    |
| Hohlflöte                | 8′    |
| Gemshorn                 | 8′    |
| Octave                   | 4′    |
| Rohrflöte                | 4′    |
| Octave Quint             | 2 ⁄3′ |
| Super Octave             | 2′    |
| Fourniture IV            | 1 ⁄3′ |
| Cymbal III               | 2⁄3′  |
| Harmonic Trumpet (aus I) | 8′    |

| III Swell Organ C–c4 |     |
| Geigen Principal     | 8′  |
| Metallgedeckt        | 8′  |
| Salicional           | 8′  |
| Voix céleste         | 8′  |
| Octave Geigen        | 4′  |
| Flûte triangulaire   | 4′  |
| Fifteenth            | 2′  |
| Plein Jeu IV         | 2′  |
| Contra Fagotto       | 16′ |
| Trompette            | 8′  |
| Clairon              | 4′  |
| Tremulant            |     |

| Pedal C–g1             |        |
| Open Diapason          | 16′    |
| Violone                | 16′    |
| Subbass                | 16′    |
| Flûte conique (aus II) | 16′    |
| Principal              | 8′     |
| Bass Flute             | 8′     |
| Flûte conique (aus II) | 8′     |
| Octave                 | 4′     |
| Mixture III            | 5 1⁄3′ |
| Bombarde               | 16′    |
| Fagotto (aus III)      | 16′    |
| Trumpet                | 8′     |
| Clarion                | 4′     |